# Physikalisch-ökonomische Bibliothek
Die Physikalisch-ökonomische Bibliothek war eine von 1770 bis 1806 erschienene Rezensionszeitschrift für Ökonomie, Technologie und angewandte Naturwissenschaften.

## Zeitschriftenprogramm
Die Physikalisch-ökonomische Bibliothek mit dem Untertitel worinn von den neuesten Büchern, welche die Naturgeschichte, Naturlehre und die Land- und Stadtwirtschaft betreffen, zuverläßige und vollständige Nachrichten ertheilet werden war eine von Johann Beckmann herausgegebene Rezensionszeitschrift. Insgesamt wurden 23 Bände der Zeitschrift im Zeitraum 1770 bis 1806 veröffentlicht. Das Erscheinen war zunächst vierteljährlich, d. h., es kam pro Jahr ein Band und jeder Band in vier Stücken heraus. Die Zeitschrift wurde seit 1770 von Wittwe Vandenhoeck (heute: Vandenhoeck & Ruprecht) in Göttingen verlegt. Beckmann kündigte sein Vorhaben wie folgt an:
„Die Absicht gegenwärtiger Bibliothek ist, von den neuesten Schriften zur Naturkunde und Oekonomie, Nachrichten zu ertheilen. Zu jener rechnen wir hier, ausser der eigentlichen Naturlehre, auch alle Theile der Naturgeschichte; und unter Oekonomie verstehen wir nicht allein die Landwirthschaft, die sich vornehmlich mit der Gewinnung der Naturalien beschäftigt; sondern auch die sogenannte Stadtwirthschaft, deren Hauptwerk die Verarbeitung der gewonnenen Produckte und der Handel ist.“
Rezensiert wurden Bücher aus dem Bereich der Naturwissenschaften und der Ökonomie. Die Zeitschrift steht technischen Neuerungen und Entdeckungen ausgesprochen positiv gegenüber, vor allem wenn sie naturwissenschaftlich abgesichert sind. Die Verbesserung von Produkten, technischen Verfahren, Werkzeugen und Maschinen steht bei der Auswahl des rezensierten Stoffes im Vordergrund. Weiter fand auch die Geographie große Berücksichtigung z. B. bei der Besprechung von Reiseberichten, sowie Staatswissenschaften (Politik) und Medizin.

## Redaktion
Herausgeber und überwiegender Verfasser der Rezensionen war Johann Beckmann, der als Professor der Ökonomie an der Universität Göttingen wirkte. Nur ein kleiner Teil der Rezensionen wurde von etwa einem Dutzend weiterer Mitarbeiter verfasst. Diese Rezensenten zeichneten mit Kürzeln, mit Initialen oder mit ihrem vollen Namen. Zu den bekanntesten Mitarbeitern der Zeitschrift zählen Johann Hermann (Naturforscher), Johann Friedrich Gmelin, Georg Heinrich Borheck und Alexander von Humboldt. Im Laufe von 27 Jahren wurden in der Zeitschrift mehr als 3.000 Neuerscheinungen rezensiert. Daneben brachte sie noch gelehrte Nachrichten, darunter Auszüge aus Briefen.
Wesentlicher Bestandteil des Periodikums sind die ausführlichen Besprechungen von Publikationen ökonomischer Sozietäten. Als disziplinäre Rezensionszeitschrift war die „Physikalisch-ökonomische Bibliothek“ international orientiert. Die Zeitschrift gilt „als ältestes Anzeigeblatt für das naturwissenschaftlich-ökonomische Schrifttum“, mit ihrer langen Laufzeit von fast vier Jahrzehnten ist sie zugleich eines der langlebigsten deutschsprachigen disziplinären Rezensionsjournale der damaligen Zeit.